# Cho Yu-min
Cho Yu-min (조유민?; Dalseo, 17 novembre 1996) è un calciatore sudcoreano, difensore dello Sharjah e della nazionale sudcoreana.

## Biografia
Fidanzato ufficialmente con la cantante K-pop Park So-yeon, avrebbero dovuto sposarsi nel novembre 2022 ma il matrimonio è stato posticipato per la sua partecipazione ai mondiali.

## Caratteristiche tecniche
È un difensore centrale.

## Carriera

### Club
Professionista dal 2018, quando ha iniziato a giocare nel Suwon, nel 2022 si è trasferito al Daejeon Hana Citizen, club con il quale ha ottenuto la promozione dalla K League 2 alla K League 1.
Nel gennaio 2024 lascia per la prima volta la Corea del Sud e si trasferisce negli Emirati Arabi Uniti, firmando un contratto con lo Sharjah.

### Nazionale
Con la nazionale Under-23 sudcoreana ha preso parte ai Giochi asiatici, vincendo la medaglia d'oro. Nel 2022 ha esordito con la nazionale maggiore, arrivando secondo al campionato di calcio della Federazione calcistica dell'Asia orientale ed è stato convocato per il campionato del mondo 2022.

## Statistiche

### Presenze e reti nei club
Statistiche aggiornate al 19 marzo 2023.
| Stagione                    | Squadra                     | Campionato                  | Campionato | Campionato | Coppe nazionali | Coppe nazionali | Coppe nazionali | Coppe continentali | Coppe continentali | Coppe continentali | Altre competizioni | Altre competizioni | Altre competizioni | Totale | Totale | Totale |
| Stagione                    | Squadra                     | Comp                        | Pres       | Reti       | Comp            | Pres            | Reti            | Comp               | Pres               | Reti               | Comp               | Pres               | Reti               | Pres   | Reti   |        |
| --------------------------- | --------------------------- | --------------------------- | ---------- | ---------- | --------------- | --------------- | --------------- | ------------------ | ------------------ | ------------------ | ------------------ | ------------------ | ------------------ | ------ | ------ | ------ |
| 2018                        | Suwon                       | K2                          | 26         | 0          | CC              | 2               | 1               |                    | -                  | -                  |                    | -                  | -                  | 28     | 1      |        |
| 2019                        | Suwon                       | K2                          | 31         | 2          | CC              | 2               | 1               |                    | -                  | -                  |                    | -                  | -                  | 33     | 3      |        |
| 2020                        | Suwon                       | K2                          | 23+1       | 2          | CC              | 0               | 0               |                    | -                  | -                  |                    | -                  | -                  | 24     | 2      |        |
| 2021                        | Suwon                       | K1                          | 31         | 4          | CC              | 0               | 0               |                    | -                  | -                  |                    | -                  | -                  | 31     | 4      |        |
| Totale Suwon                | Totale Suwon                | Totale Suwon                | 111+1      | 9          |                 | 4               | 2               |                    | -                  | -                  |                    | -                  | -                  | 116    | 11     |        |
| 2022                        | Daejeon Hana Citizen        | K2                          | 33+2       | 6+1        | CC              | 0               | 0               |                    | -                  | -                  |                    | -                  | -                  | 35     | 7      |        |
| 2023                        | Daejeon Hana Citizen        | K1                          | 4          | 0          | CC              | 0               | 0               |                    | -                  | -                  |                    | -                  | -                  | 4      | 0      |        |
| Totale Daejeon Hana Citizen | Totale Daejeon Hana Citizen | Totale Daejeon Hana Citizen | 37+2       | 6+1        |                 | 0               | 0               |                    | -                  | -                  |                    | -                  | -                  | 39     | 7      |        |
| Totale carriera             | Totale carriera             | Totale carriera             | 148+3      | 15+1       |                 | 4               | 2               |                    | -                  | -                  |                    | -                  | -                  | 154    | 18     |        |

### Cronologia presenze e reti in nazionale
| Cronologia completa delle presenze e delle reti in nazionale ― Corea del Sud | Cronologia completa delle presenze e delle reti in nazionale ― Corea del Sud | Cronologia completa delle presenze e delle reti in nazionale ― Corea del Sud | Cronologia completa delle presenze e delle reti in nazionale ― Corea del Sud | Cronologia completa delle presenze e delle reti in nazionale ― Corea del Sud | Cronologia completa delle presenze e delle reti in nazionale ― Corea del Sud | Cronologia completa delle presenze e delle reti in nazionale ― Corea del Sud | Cronologia completa delle presenze e delle reti in nazionale ― Corea del Sud |
| Data                                                                         | Città                                                                        | In casa                                                                      | Risultato                                                                    | Ospiti                                                                       | Competizione                                                                 | Reti                                                                         | Note                                                                         |
| ---------------------------------------------------------------------------- | ---------------------------------------------------------------------------- | ---------------------------------------------------------------------------- | ---------------------------------------------------------------------------- | ---------------------------------------------------------------------------- | ---------------------------------------------------------------------------- | ---------------------------------------------------------------------------- | ---------------------------------------------------------------------------- |
| 20-7-2022                                                                    | Toyota                                                                       | Cina                                                                         | 0 – 3                                                                        | Corea del Sud                                                                | Coppa dell'Asia orientale 2022                                               | -                                                                            |                                                                              |
| 24-7-2022                                                                    | Toyota                                                                       | Corea del Sud                                                                | 3 – 0                                                                        | Hong Kong                                                                    | Coppa dell'Asia orientale 2022                                               | -                                                                            | 46’                                                                          |
| 27-7-2022                                                                    | Toyota                                                                       | Giappone                                                                     | 3 – 0                                                                        | Corea del Sud                                                                | Coppa dell'Asia orientale 2022                                               | -                                                                            |                                                                              |
| 11-11-2022                                                                   | Hwaseong                                                                     | Corea del Sud                                                                | 1 – 0                                                                        | Islanda                                                                      | Amichevole                                                                   | -                                                                            | 44’                                                                          |
| 2-12-2022                                                                    | Al Rayyan                                                                    | Corea del Sud                                                                | 2 – 1                                                                        | Portogallo                                                                   | Mondiali 2022 - 1º turno                                                     | -                                                                            | 90+3’                                                                        |
| 6-6-2024                                                                     | Kallang                                                                      | Singapore                                                                    | 0 – 7                                                                        | Corea del Sud                                                                | Qual. Mondiali 2026                                                          | -                                                                            |                                                                              |
| 11-6-2024                                                                    | Seul                                                                         | Corea del Sud                                                                | 1 – 0                                                                        | Cina                                                                         | Qual. Mondiali 2026                                                          | -                                                                            | 37’                                                                          |
| 10-10-2024                                                                   | Amman                                                                        | Giordania                                                                    | 0 – 2                                                                        | Corea del Sud                                                                | Qual. Mondiali 2026                                                          | -                                                                            |                                                                              |
| 15-10-2024                                                                   | Yongin                                                                       | Corea del Sud                                                                | 3 – 2                                                                        | Iraq                                                                         | Qual. Mondiali 2026                                                          | -                                                                            |                                                                              |
| 14-11-2024                                                                   | Al Kuwait                                                                    | Kuwait                                                                       | 1 – 3                                                                        | Corea del Sud                                                                | Qual. Mondiali 2026                                                          | -                                                                            | 69’                                                                          |
| 19-11-2024                                                                   | Amman                                                                        | Palestina                                                                    | 1 – 1                                                                        | Corea del Sud                                                                | Qual. Mondiali 2026                                                          | -                                                                            |                                                                              |
| 20-3-2025                                                                    | Goyang                                                                       | Corea del Sud                                                                | 1 – 1                                                                        | Oman                                                                         | Qual. Mondiali 2026                                                          | -                                                                            |                                                                              |
| 25-3-2025                                                                    | Suwon                                                                        | Corea del Sud                                                                | 1 – 1                                                                        | Giordania                                                                    | Qual. Mondiali 2026                                                          | -                                                                            |                                                                              |
| 5-6-2025                                                                     | Bassora                                                                      | Iraq                                                                         | 0 – 2                                                                        | Corea del Sud                                                                | Qual. Mondiali 2026                                                          | -                                                                            |                                                                              |
| Totale                                                                       |                                                                              | Presenze                                                                     | 14                                                                           |                                                                              | Reti                                                                         | 0                                                                            |                                                                              |

## Palmarès

### Club

#### Competizioni internazionali
- AFC Champions League Two: 1

Sharjah: 2024-2025

### Nazionale
- Giochi asiatici: 1

2018